# Heinz Mohnhaupt
Heinz Mohnhaupt (* 28. Juni 1935 in Gotha) ist ein deutscher Rechtshistoriker.

## Leben
Mohnhaupt absolvierte von 1955 bis 1959 ein Jurastudium an der Universität Göttingen, das er mit der ersten juristischen Staatsprüfung am Oberlandesgericht Celle abschloss. 1962 folgte die Promotion über das Thema „Die Göttinger Ratsverfassung vom 16.–19. Jahrhundert“ an der Rechts- und Staatswissenschaftlichen Fakultät bei Wilhelm Ebel in Göttingen. Danach war er Assistent am Seminar für deutsche Rechtsgeschichte ebenda. 1965 erfolgte die zweite juristische Staatsprüfung in Hannover. Ein Jahr später wurde er als wissenschaftlicher Mitarbeiter am Max-Planck-Institut für europäische Rechtsgeschichte in Frankfurt am Main eingestellt. Von 1972 bis 1980 war er zugleich Verwaltungsassistent des Institutsdirektors Helmut Coing. 1980 vertrat er einen Lehrstuhl an der Universität Frankfurt am Main. 1982 hatte er einen Lehrauftrag an der Universität Mainz, 1994 an der Universität Jena. 2000 trat er in den Ruhestand, ist aber weiterhin in Projekten für das Max-Planck-Institut für europäische Rechtsgeschichte tätig. Er ist Mitglied der Vereinigung für Verfassungsgeschichte. 2020 verlieh ihm die juristische Fakultät der Universität Zürich die Ehrendoktorwürde.

## Publikationen (Auswahl)
Monografien
- mit Dieter Grimm: História do conceito desde a Antiguidade até nossos dias. Dois estudos. Traducao do original alemao intitulado „Verfassung“. Del Rey Livraria, Belo Horizonte 2012.
- mit Dieter Grimm: Costituzione. Storia di un concetto dall'antichita a oggi. Carocci, Roma 2008.
- Historische Vergleichung im Bereich von Staat und Recht. Gesammelte Aufsätze. Klostermann, Frankfurt am Main 2000.
- mit Dieter Grimm: Verfassung. Zur Geschichte des Begriffs von der Antike bis zur Gegenwart. Zwei Studien (= Schriften zur Verfassungsgeschichte. Bd. 47). Duncker & Humblot, Berlin 1995, 2. Auflage, 2002.
- Die Göttinger Ratsverfassung vom 16. bis 19. Jahrhundert. Vandenhoeck & Ruprecht, Göttingen 1965.
- Rechtsvergleichung als Erkenntnismethode. Historische Perspektiven vom Spätmittelalter bis ins 19. Jahrhundert. Klostermann, Frankfurt am Main 2022, ISBN 978-3-465-04536-6.
- Privilegien als Sonderrechte in europäischen Rechtsordnungen vom Mittelalter bis heute. Klostermann, Frankfurt 2024, ISBN 978-3-465-04624-0.

Herausgeberschaften
- mit Barbara Dölemeyer: 200 Jahre ABGB. (1811–2011). Die österreichische Kodifikation im internationalen Kontext. Klostermann, Frankfurt am Main 2014.
- mit Karl A. Mollnau: Normdurchsetzung in osteuropäischen Nachkriegsgesellschaften. Bd. 5: Deutsche Demokratische Republik (1958–1989). 2 Halb-Bde., Klostermann, Frankfurt am Main 2003–2004.
- mit Barbara Dölemeyer: 200 Jahre Allgemeines Landrecht für die preußischen Staaten. Wirkungsgeschichte und internationaler Kontext. Klostermann, Frankfurt am Main 1995.
- Rechtsgeschichte in den beiden deutschen Staaten. (1988–1900). Beispiele, Parallelen, Positionen. Klostermann, Frankfurt am Main 1991.
- Revolution, Reform, Restauration. Formen der Veränderung von Recht und Gesellschaft. Klostermann, Frankfurt am Main 1988.
- Zur Geschichte des Familien- und Erbrechts. Politische Implikationen und Perspektiven. Klostermann, Frankfurt am Main 1987.